# Florencie FBC
Firenze Foot Ball Club, (česky: Florencie FBC) byl italský fotbalový klub, sídlící ve městě Florencie z regionu Toskánsko.
Klub byl založen v roce 1908. Mezi zakládajícími členy patřili Umberto Sensi, Mathias Shiffer, Oreste Gelli a Guido Scalvinelli. Do společnosti vstoupil také Luigi Livio.
Mnoho vojáků 3. ženijního pluku, dislokovaného ve Florencii, pocházelo ze severní Itálie, kde fotbal dosáhl většího rozšíření. Právě oni tvořili sportovní jádro klubu. Tým měl na sobě bílé košile a červené šortky, které převzaly barvy města. Na košili nechyběla ani lilie. V témže roce byli ještě ve městě založeny dva kluby, které se pak utkávali na městských turnajích v dnešním parku Cascine Park.
Prvního úspěchu klub zaznamenal již o rok později. Vyhrál toskánské mistrovství. Toto prvenství ještě dvakrát obhájil. V roce 1912 se FIGC rozhodla, že povolí hrát v nejvyšší lize také ze středo jižní části Itálie a mezi tyto týmy byl i Florencie FBC. Tuto soutěž hrál tři roky. Nejlépe skončil v sezoně 1913/14, když obsadil 2. místo z devíti mužstev ve své skupině.
Dne 30. června 1915, byl klub kvůli 1. světová válka|válce rozpuštěn a následně byl sloučen do CS Florencie.